# التوامة (حلب)
التوامة  قرية سوريّة تتبع إداريّاً لمحافظة حلب منطقة الأتارب ناحية مركز الأتارب، بلغ تعداد سكانها 1,829 نسمة حسب التعداد السكاني لعام 2004.